# Берлина
Берлина или берлинка — тип речного грузового судна (барка), с острым носом, выступающим над кормой, и одной мачтой; ходит и против течения.

## Описание
Берлина имеет от 15 до 22 сажень длины и от 8 до 12 аршин ширины и представляет, как и барка, плоскодонное судно. 
Грузоподъёмность от 5 до 25 тысяч пудов (от 80 до 400 тонн).
Передвигается с помощью шестов, парусов, завозом якоря или бичевой тягой.
Берлина строилась из соснового или елового дерева с дубовыми крюками в основе, которые называются ботяками. 
Наибольшая продолжительность службы берлины — 17 лет.
- Верхнеднепровские берлины (которые ходили по pp. Десна, Припять и Березина) были длиной от 7,3 до 28,7 саж. и шириной от 0,9 до 10,0 саж., с осадкой без груза 0,5—4,0 четвертей аршина и с грузом 3,0—10,0 четвертей, поднимали груза от 500 до 45000 пуд. (почти половина их от 5000 до 15000 пуд.), при числе служащих на судне от 1 до 45 лиц (почти у ¾ от 5 до 10).[2]

- Невские берлины (бассейн рек Свирь, Ладожский канал, Нева и Волхов) были преимущественно крупных размеров, поднимающие от 10000 до 40000 пудов.[2]

- Волжские берлины (Волга, Шексна и Соминка) - средних размеров с подъемной способностью 15000—20000 пуд.[2]

Имеет двускатную крышу, а внутренность её разделена на 5 частей: чердак, каюту, два отделения для разных товаров и между ними, на средине берлины находится место для стока воды, называемое "вуялою". Каюта, служащая помещением для хозяина, находится в кормовой части берлины. Она имеет печь и разделяется на две части прикаютник и собственно каюту. 
Берлина имеет одну мачту, елового дерева, высотою от 15 до 19 сажень, и при ней две реи, одна для большого паруса, а другая меньшая, бычковая, для меньшего паруса, называемого бычком. Парусов бывает от двух до четырёх, считая в том числе и два бычка.

## Использование
Этот тип речных судов чаще всего встречался на Днепре, где в 1884 году плавало 729 берлин, или более 42 % общего числа плававших там судов, в том числе 646 выше порогов.
В довольно значительность количестве встречались в Невском бассейне (Свирь, Ладожский канал, Нева и Волхов) — 417 (или около 7 % общего числа судов).
Более редки были в Волжском бассейне, где встречались на Волге, Шексне, Ковже и Соминке — 281 (около 3 % всех судов).
На Немане, Западном Буге и Днестре число берлин было крайне ограничено: в 1884 году плавало их там 33, 16 и 21.

## Строительство
- Верхнеднепровские берлины строились в Могилевской губ. на Холминской пристани (Речицк. у.), в м. Шклове (Могил. у.) и м. Дубровно (Горецк. у.).[2]

- Волжские берлины строились преимущественно на Волге — в дер. Смертино, на Шексне — в Николо-Абакумовской пристани и дер. Башарово (все Рыбинского у. Ярославск. губ.) и на пристанях р. Шулмы (Череповского и Белозерск. уездов Новгородской губ.) и р. Ковжа (Кирилловск. у. той же губ.).[2]